# Верхний Баргяп
Верхний Баргяп или Земо-Баргеби (абх. Аҩадаҭәы Баргиаԥ; груз. ზემო ბარღები) — село в Абхазии, в Галском районе частично признанной Республики Абхазия, согласно административному делению Грузии — в Гальском муниципалитете Абхазской Автономной Республики. В административном отношении село представляет собой административный центр сельской администрации Верхний Баргяп.

## География
Расположено в 10 км к юго-западу от райцентра Гал. 
На западе и юге сельская администрация Верхний Баргяп (Земо-Баргеби) граничит с с/а (селом) Нижний Баргяп; на востоке — с с/а (селом) Сида, на севере — с с/а (селом) Ряп.

## История
На карте Самурзакана, составленной миссионером Арканджело Ламберти в XVII веке отмечено поселение Bargebs.

## Администрация
Сельской администрации Верхний Баргяп (Земо-Баргеби) подчинены сёла:
- собственно Верхний Баргяп (Земо-Баргеби, Аюадатви Баргяп) — 569 человек (1989 г.)
- Сашамугио (Шамгиаа), к востоку от Верхнего Баргяпа — 442 человека (1989 г.)
- Сабутбаио (Бутбакыт), к югу от Верхнего Баргяпа — 950 человек (1989 г.)

## Население
По данным переписи 1989 года на территории Верхне-Багребской сельской администрации (сельсовета) жило 1961 человек, по данным переписи 2011 года население сельской администрации Верхний Баргяп составило 1159 человек, в основном грузины (1145 чел. или 98,8 %).

### Известные люди
В селе родился Бежан Михайлович Убирия (7 марта 1967) — депутат Народного Собрания Республики Абхазия IV созыва.